# ヒヨコマメ

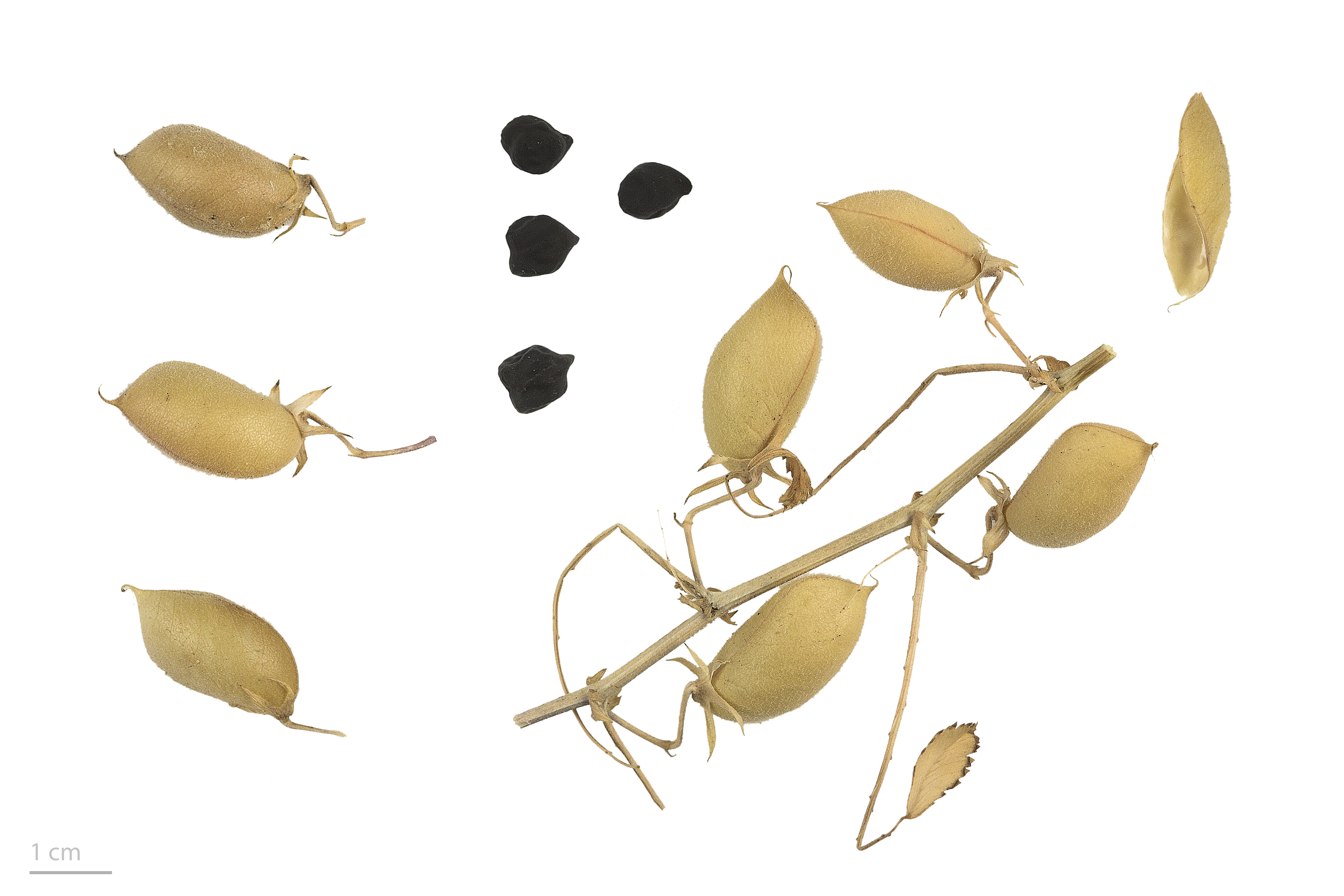
Cicer arietinum noir

ヒヨコマメ（雛豆、ヒヨコ豆、ひよこ豆、学名：Cicer arietinum）は、マメ亜科の自殖作物である。世界各地で栽培され、マメ（豆）の一種として食用にされている。

## 名称
ガルバンゾ（ガルバンソ、ガルバンゾー、スペイン語: Garbanzo）、エジプト豆、チャナ豆などの名でも知られる。
属名 Cicer は「ヒヨコ豆」を指す古代ローマ時代からのラテン語。種小名 arietinum は「雄羊のような」の意で、豆の形をヒツジの顔面に見立てたもの。
英名 Chickpea は「ヒヨコみたいな豆の形」による命名であると一般に認識されており、和名の由来ともなっているが、本来は古いフランス語から来た言葉であり、更に遡れば、この語の前半は属名と同じラテン語: cicer に由来している。「ひよこ豆」の名は一種の民間語源の産物であると言える。
栗に似たほくほくした食感から、日本では「栗豆」とも呼ばれる。

## 歴史
中東の「肥沃な三日月地帯」を中心に栽培された。歴史上、最古の記録としてヒヨコマメが登場するのは7500年前、アナトリア半島（現トルコ領）のハジュラルにおいてである。紀元前4000年には地中海世界一帯に、紀元前2000年にはインド亜大陸にまで伝播した。特に古代エジプトで栽培が盛んであった。古代ローマにおいてもあらゆる階級に食されるポピュラーな食物であったが、貧困層や農民の食べ物とみなされることもあった。生産が盛んなインドではチャナーと呼ばれ、インドの食文化において古今重要な食物となっている。

## 形態
39の近縁野生種があるが、本種と交雑可能なものはC. reticulatumのみである。種子は球状であるが、吸水線付近が盛り上がっている。春から初夏にかけて、白色や董色の花を咲かせ、その後に毛の生えた莢をつける。莢の大きさは35 mmまで達し、中に球状の種子を1粒（稀に2粒）含む。種子は白、黒、茶色などの色を帯び、丸く縁を巻いた形をしている。そのため雄牛の頭蓋骨を意味する学名を命名された。染色体数は2n=16で、ゲノムサイズは7.5×108bpである。

## 栽培種としてのヒヨコマメ

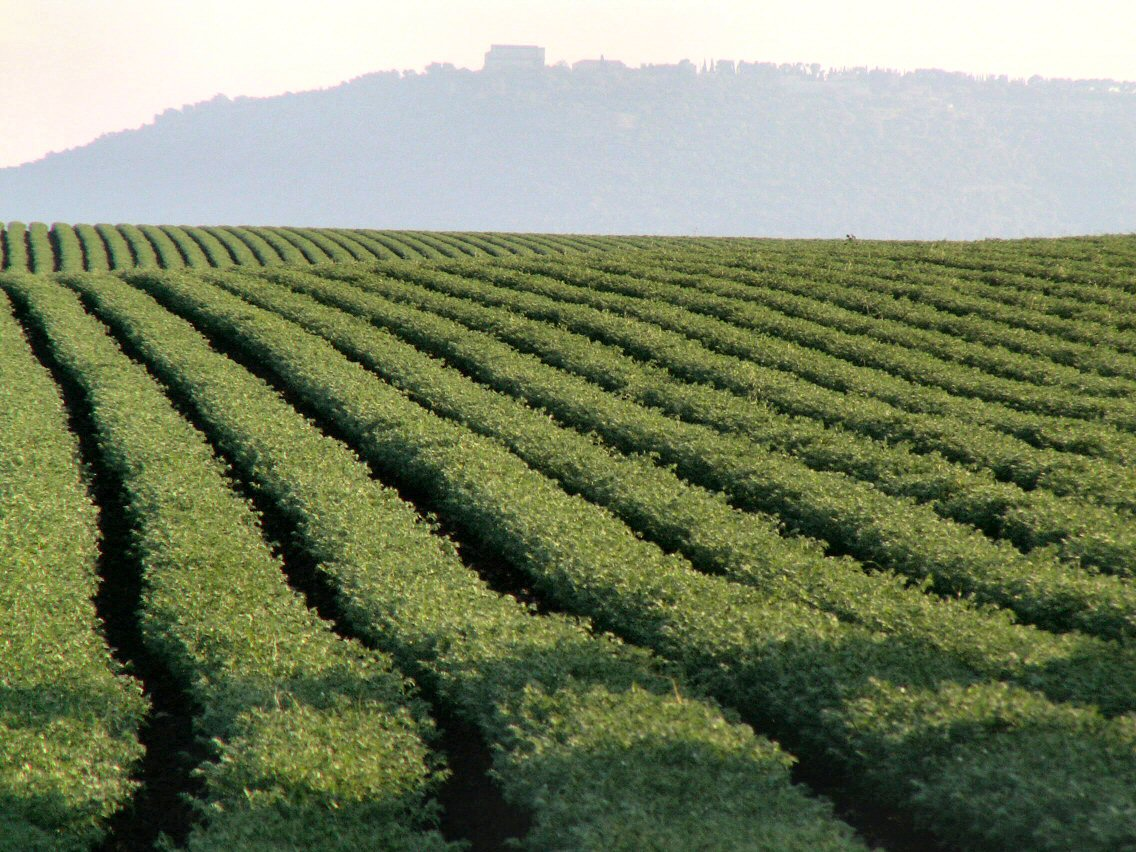
パレスチナのヒヨコマメ畑。

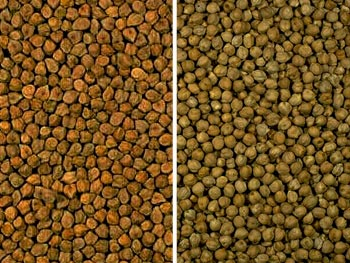
左：ベンガル種、右：ヨーロッパ種。

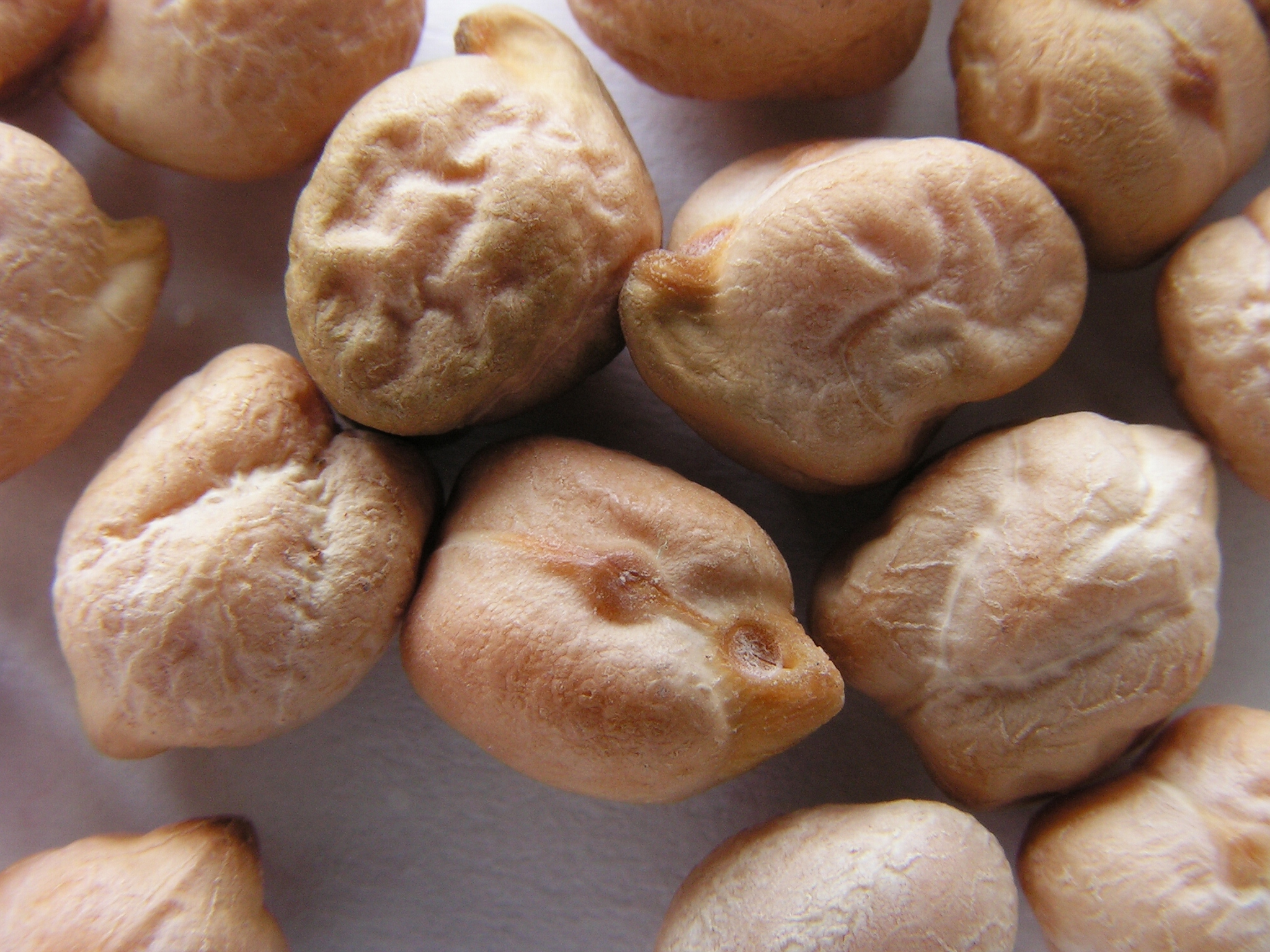

主として半乾燥地域で栽培されている。旧世界では中東、地中海沿岸（北アフリカと南ヨーロッパ）、インドが主な栽培地。中南米では、スペイン人の植民後に栽培が始まった。

### 品種
インドでは、種皮色の違いにより2つの品種に大別される。デーシー（ヒンディー語: देशी「田舎」「地元」の意）またはカーラー（काला、「褐色」）種はベンガル豆とも呼ばれ、表面は褐色でざらっとしており、インド亜大陸周辺およびエチオピア、メキシコ、イランで主に栽培される。
カーブリー（ヒンディー語: काबुली）種は乳白色で、デーシー種よりも大粒で表面がつるっとした品種で、南ヨーロッパおよび北アフリカのほか、アフガニスタン、パキスタン、チリが生産地として知られる。インド亜大陸には18世紀頃にアフガニスタンから持ち込まれたと考えられている。インドではまた、チャナー・ダール (英: Chana daal、ヒンディー語: चना दाल) という小豆粒大の品種も栽培されている（種皮は褐色、発芽前の子葉は黄色）。
原産地はアナトリア半島南部とみられており、栽培種の中でもデーシーの方がより野生種に近いとされる。またデーシーはカーブリーに比べて食物繊維が多くグリセミック指数が低いため、血糖値が高い人も利用しやすい。
デーシー種の表皮を取り除いて子葉を二つに割ったものを「チャナー・ダール」と呼び、インド料理ではダールなどに用いる。
一般的なものではないが、デーシー種よりも粒が大きく表皮がより黒っぽい品種がイタリアで栽培されている。

## 生産
インドが最大の産地で、パキスタン、トルコ、エチオピアがこれに次いでいる。
| 10大産出国 (2008年) | 10大産出国 (2008年) | 10大産出国 (2008年) | 10大産出国 (2008年) | 10大産出国 (2008年) |
| 国名 | 生産量 (トン)       | 脚注                |                     |                     |
| --- | ------------------- | ------------------- | ------------------- | ------------------- |
| インド | 5,970,000           |                     |                     |                     |
| パキスタン | 842,000             |                     |                     |                     |
| トルコ | 523,000             |                     |                     |                     |
| オーストラリア | 313,000             |                     |                     |                     |
| イラン | 310,000             | F                   |                     |                     |
| ミャンマー | 225,000             | F                   |                     |                     |
| カナダ | 215,000             |                     |                     |                     |
| エチオピア | 190,000             | F                   |                     |                     |
| メキシコ | 165,000             | F                   |                     |                     |
| イラク | 85,000              | F                   |                     |                     |
| アメリカ合衆国 | 75,000 (2012)       | C                   |                     |                     |
| 世界合計 | 9,000,000           | A                   |                     |                     |
| 無印：各国の公式数字、F：FAOによる推定、C：計算値、A：総計（推定値） 出典: Food And Agricultural Organization of United Nations: Economic And Social Department: The Statistical Division, faostat.fao.org |                     |                     |                     |                     |

## 食材としてのヒヨコマメ

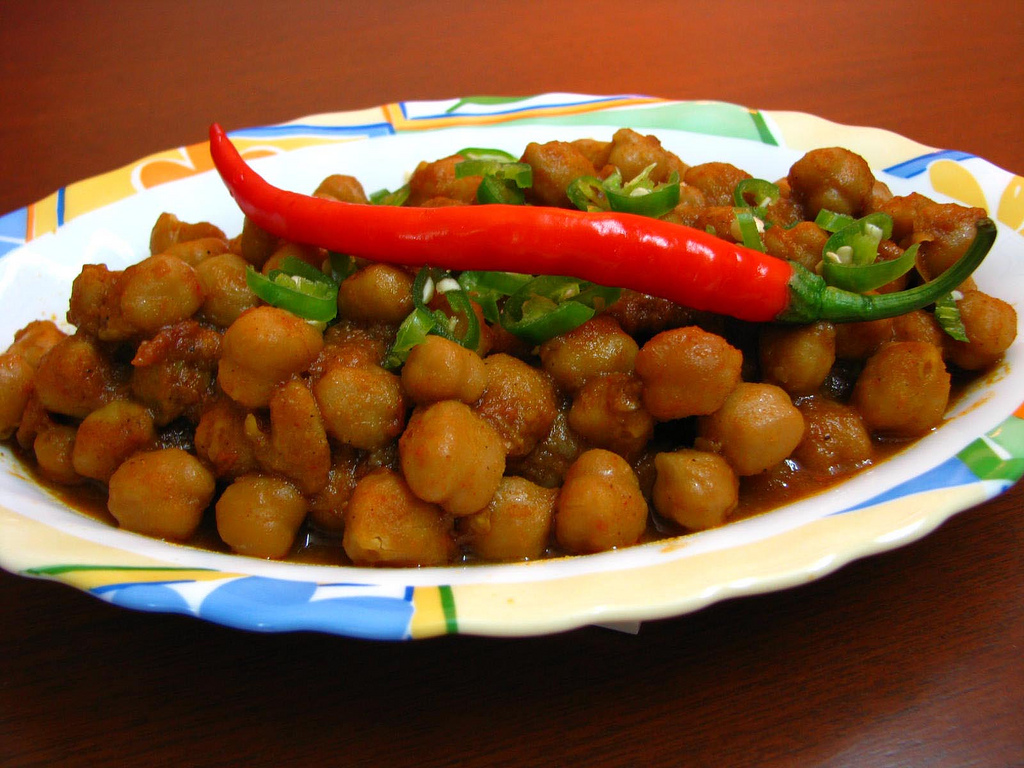
インドのパンジャブ州のチャナマサラ。なお、チャナとはヒンドゥスターニー語でヒヨコ豆という意味。

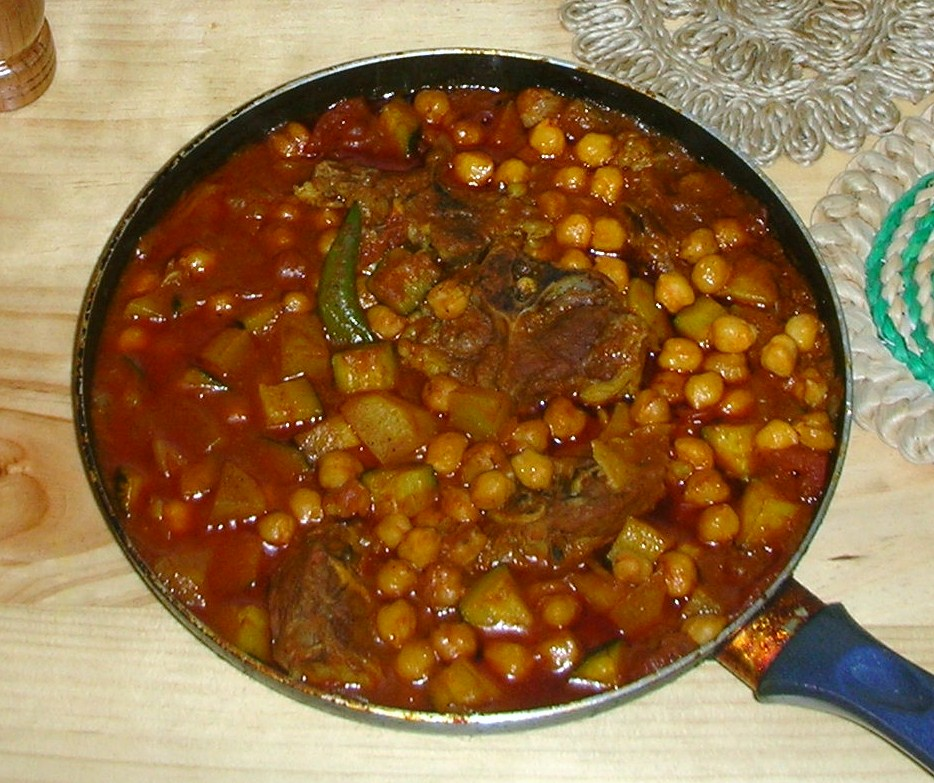
生豆を煮たアルジェリア料理であるChakhchoukha。

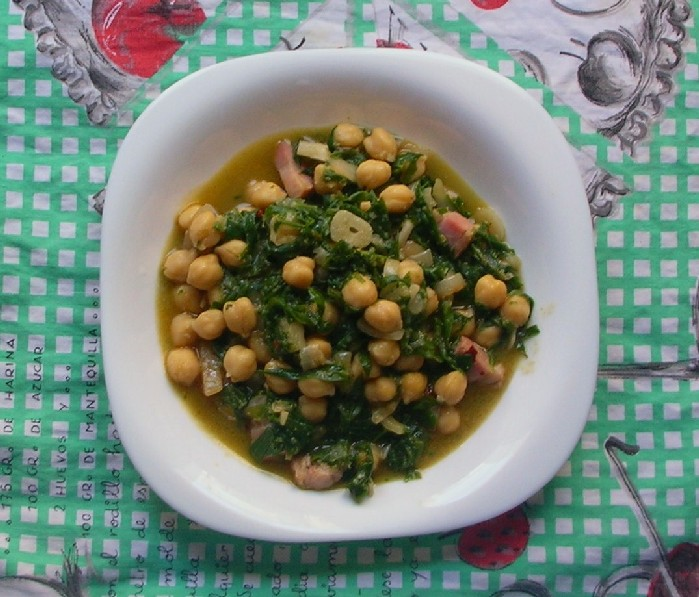
スペインのラ・マンチャ地方のヒヨコ豆とシラタマソウの煮込み料理ポタヘ・デ・ガルバンソス・イ・コジェハス（Potaje de garbanzos y collejas）。

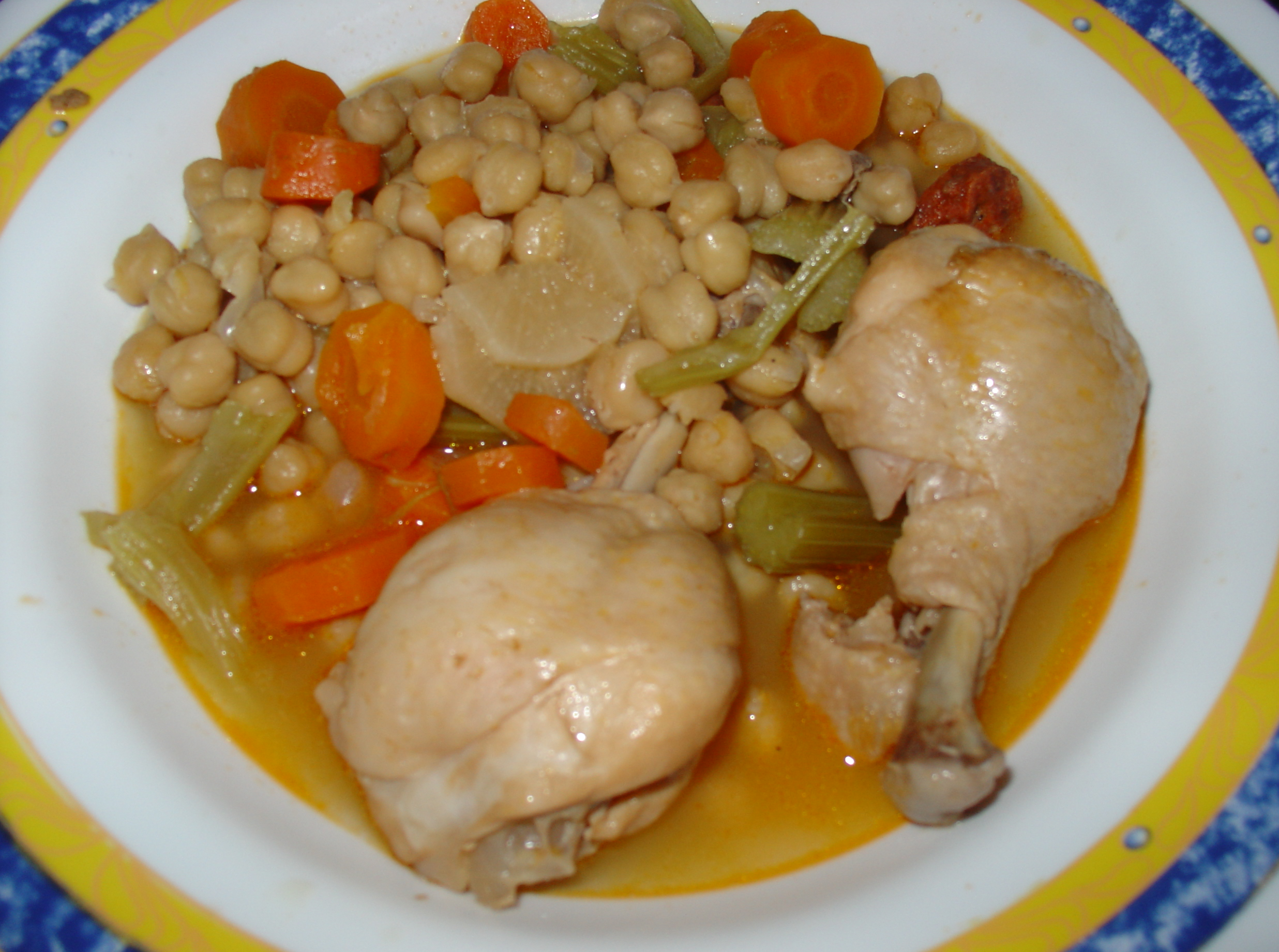
スペインのヒヨコ豆と鶏肉のコシード。

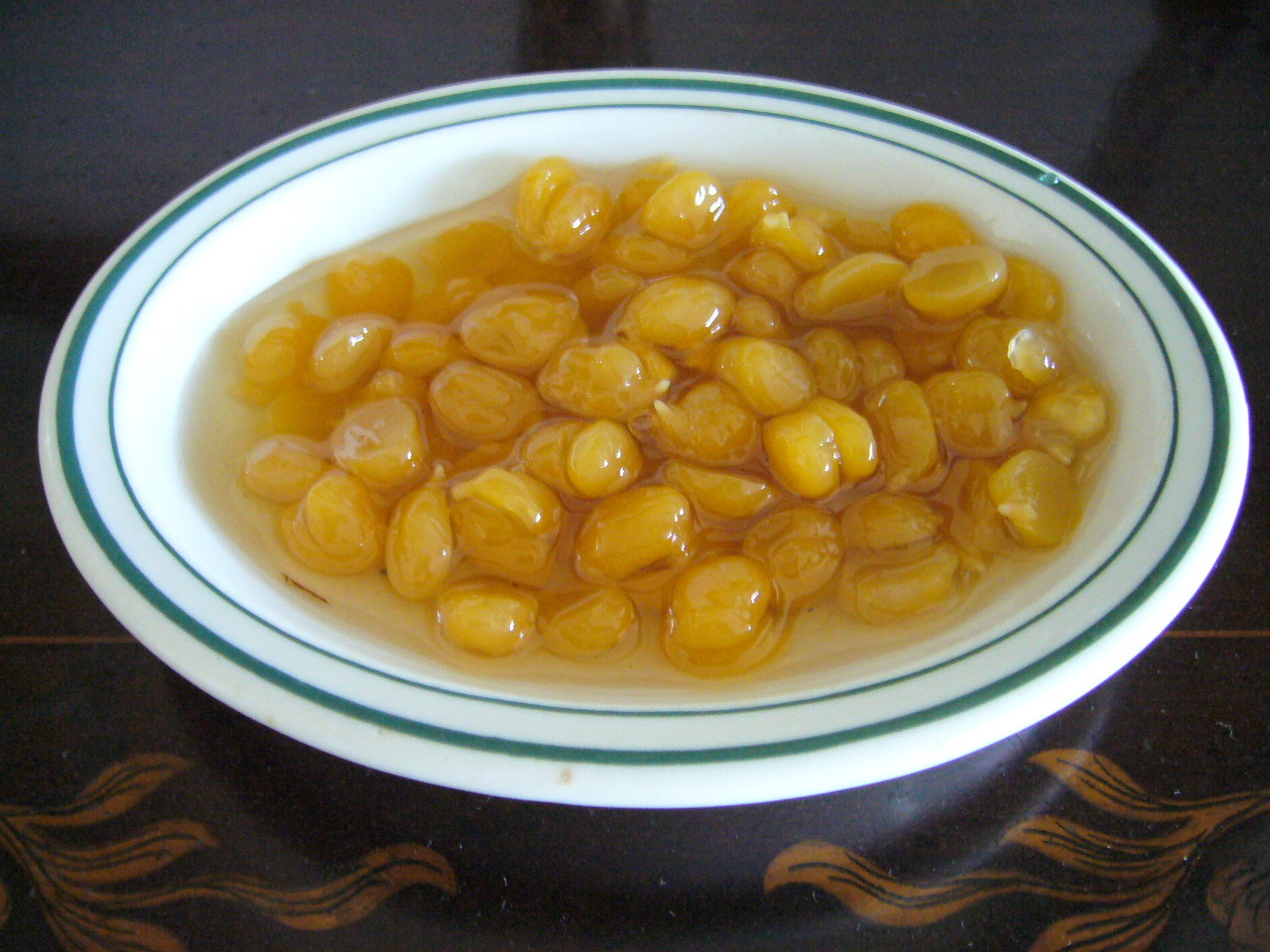
グアテマラのヒヨコ豆のデザート。

### 栄養
ヒヨコマメは亜鉛、葉酸及びタンパク質の摂取源となる。また、脂質の含有量は少なくその多くは多価不飽和脂肪酸である。食品成分では繊維分の含有量がデーシー、チャナー（小粒種）は他の種皮の色が薄い品種に比べ多くなっている。
完熟したヒヨコマメを茹でたもの100 gの食品成分
- 164 kcal
- 炭水化物 27.42 g
  - 糖分 4.8 g
  - 食物繊維 7.6 g
- 脂質 2.59 g
  - 飽和脂肪酸 0.269 g
  - モノ不飽和脂肪酸 0.583 g
  - 多価不飽和脂肪酸 1.156 g
- タンパク質 8.86 g

国際半乾燥熱帯作物研究所によるヒヨコマメ種子の平均値
- タンパク質23%
- 総炭水化物64%（デンプン47%、可溶性糖6%）
- 脂質5%
- 粗繊維6%
- 灰分3%

ミネラル含有量が高いとする報告での数値では
- リン 340 mg/100 g
- カルシウム 190 mg/100 g
- マグネシウム 140 mg/100 g
- 鉄分 7 mg/100 g
- 亜鉛 3 mg/100 g

タスマニア大学の最近の研究報告では、血液中のコレステロールを下げる働きが見られた。

### 料理
一般に莢が乾燥してから収穫するので、豆も枯れた色の乾燥した状態になる。乾燥し（させ）た熟した種子（豆）を水で戻してから茹でて食べることが多いが、若い豆は生でも食することができる。若採りした若い緑色の生豆を枝豆のように塩茹でにすると美味しい。
煮込み料理やスープ類の具材としても適しており、くせがないのでサラダなどにもあわせやすく、欧米ではサラダバーでもよく見られる。原産地では欠かせない食材である他、南ヨーロッパ、北アフリカ、中南米などでも一般的に見られるものである。
インド料理では、豆を煮込んだ料理「ダール」として食べることが多いが、未熟種子やスプラウトも生食、あるいは食材として利用される。製粉したひよこ豆の粉はヒンディー語でベサン (英: Besan、ヒンディー語: बेसन) と呼ばれ、菜食主義者の貴重なタンパク質源となっている。ベサンからパンケーキやパスタを作ったり、パコーラー（野菜の揚げ物）の衣にすることもある。ブータンでもページーと呼ばれる天麩羅に似た野菜の料理の衣に使われる。パキスタンの朝食であるハルワ・プーリーは、チャナマサラにタヒニ（ゴマのペースト）とプーリーで食べる。
ミャンマーでは、ひよこ豆の粉、あるいは水を吸わせて擂り潰したものから葛餅や胡麻豆腐に類する製法で一種の豆腐を作り、ビルマ風豆腐と呼称される。フィリピンでは、甘く煮たひよこ豆をハロハロのトッピングにする。
中東では、茹でたひよこ豆をペーストにしてタヒーナ（ゴマのペースト）、レモン汁、ニンニク、塩を加えたフムスや、ひよこ豆をハーブや香辛料と一緒にすり潰して丸めて揚げたファラフェルが有名である。マグリブではしばしばクスクスの具の一つとされ、エジプトではコシャリの素材とする。イランでは炒ったひよこ豆をおやつとして食べる。アフガニスタンでは軽食として茹でたひよこ豆にミントのソースを添えて食べる。パレスチナの朝食はフムスをシャクシューカやピタと食べる。
イタリアのカンパニア州にはヒヨコマメとパスタを煮込んだランピ・エ・トゥオニ（lampi e tuoni）またはパスタ・エ・チェーチ（pasta e ceci）というパスタ料理がある。前者は「雷と稲妻」という意味で、ヒヨコマメの堅い食感とパスタの柔らかな食感の調和を表現したものである。

## 日本におけるヒヨコ豆
ヒヨコ豆は乾燥した気候が適しており、雨が多く多湿な日本は栽培に向かない。北海道などで栽培が試みられているものの生産量は少なく、一般に流通しているヒヨコ豆は全て輸入品である。
日本では20世紀末まで比較的なじみの薄い食材であったが、飲食店で食材として使われるだけでなく、近年はスーパーマーケットなどで水煮や缶詰、レトルト食品が販売されるようになった。2022年の輸入量は1919トンで、20年前（2002年）の2.6倍に増えている。

## 雑学
- 古代ローマの政治家マルクス・トゥッリウス・キケロのコグノーメン「キケロ」は、ラテン語でヒヨコ豆を意味する「キケル」(cicer) に由来する。
- ナイル川デルタ中央に位置するタンター市にはエジプト四大スーフィー教団の一つの創始者アフマド・バダウィーの廟があり、病気治療などの現世利益で人気がある。そのマウリド（聖誕祭）に際してはヒヨコ豆やヒヨコ豆を使った菓子を土産として買うべきであるとされている。ヒヨコ豆とともに神のバラカ（祝福）が家にもたらされるのだという[13]。

## ギャラリー

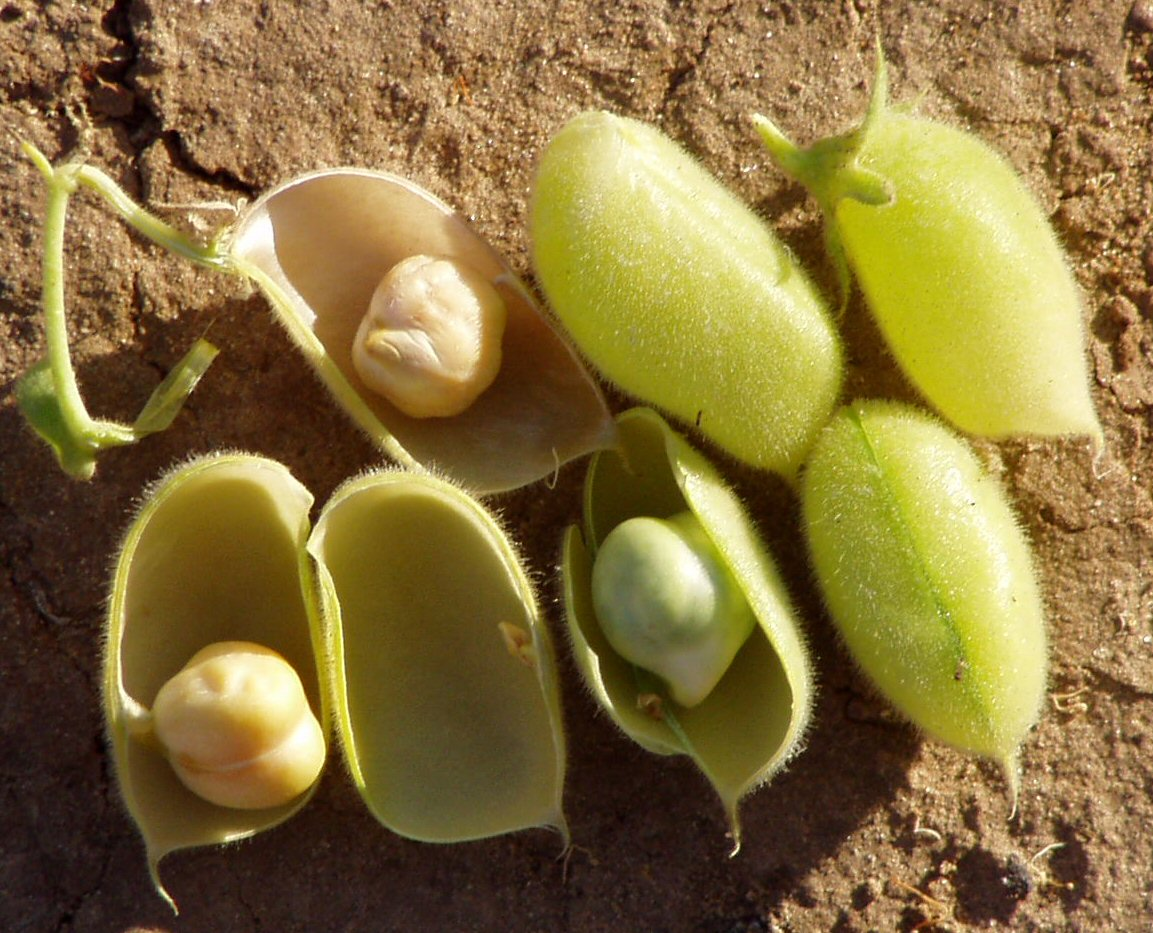
ヒヨコマメの莢と種。
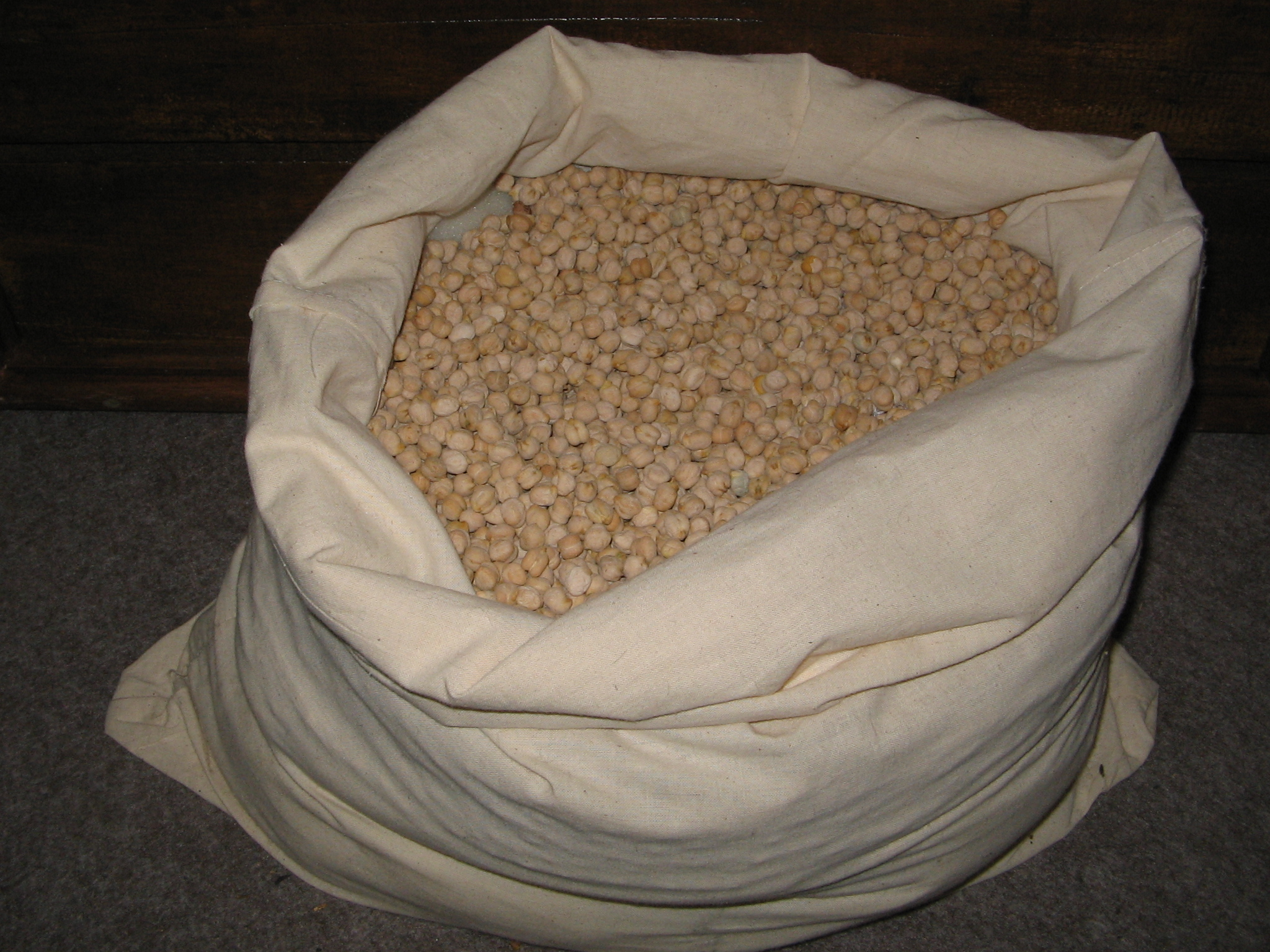
袋に詰めたヒヨコマメ。
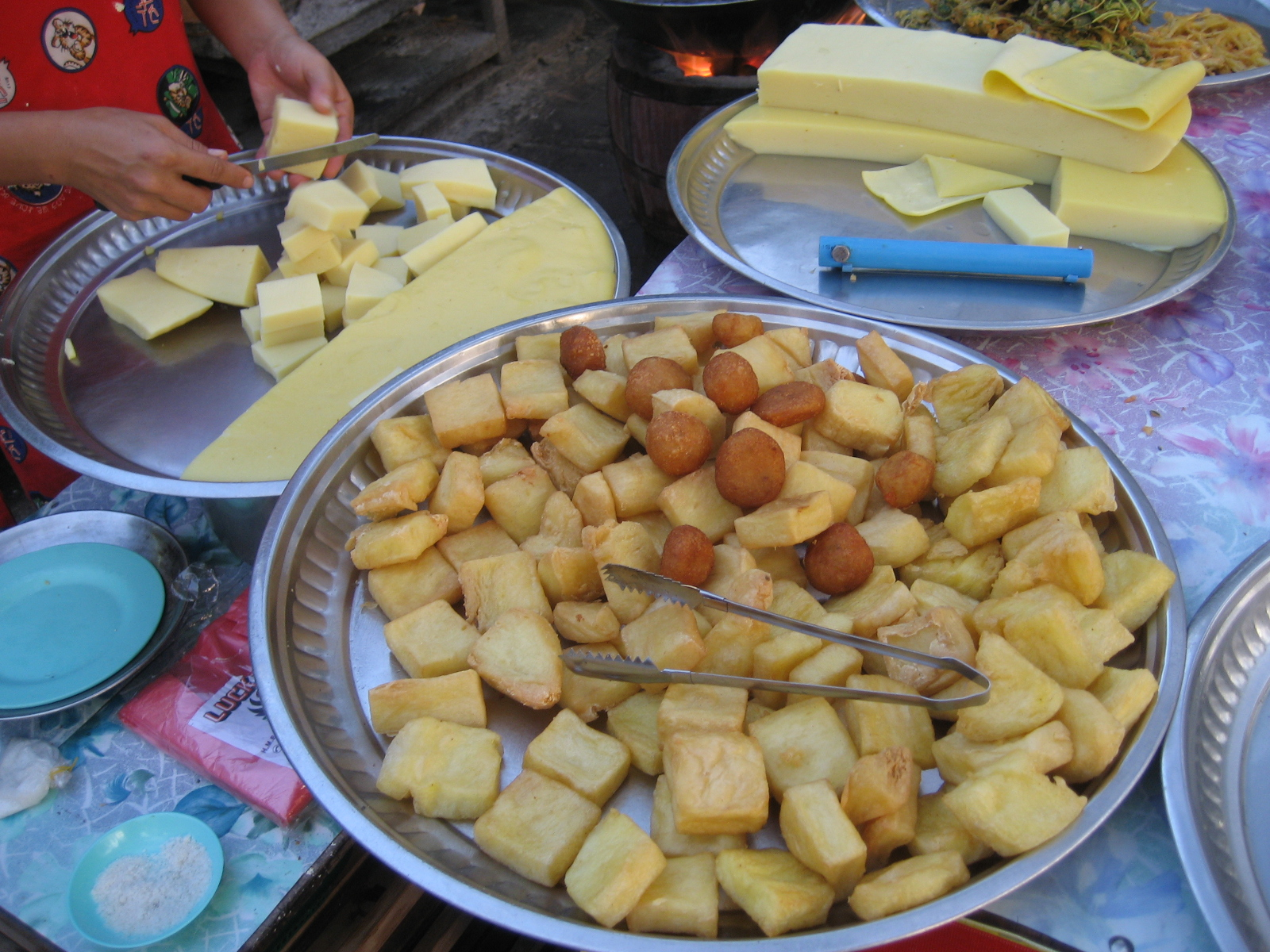
ミャンマーのヒヨコマメ豆腐。生（奥）と揚げ豆腐（手前）。
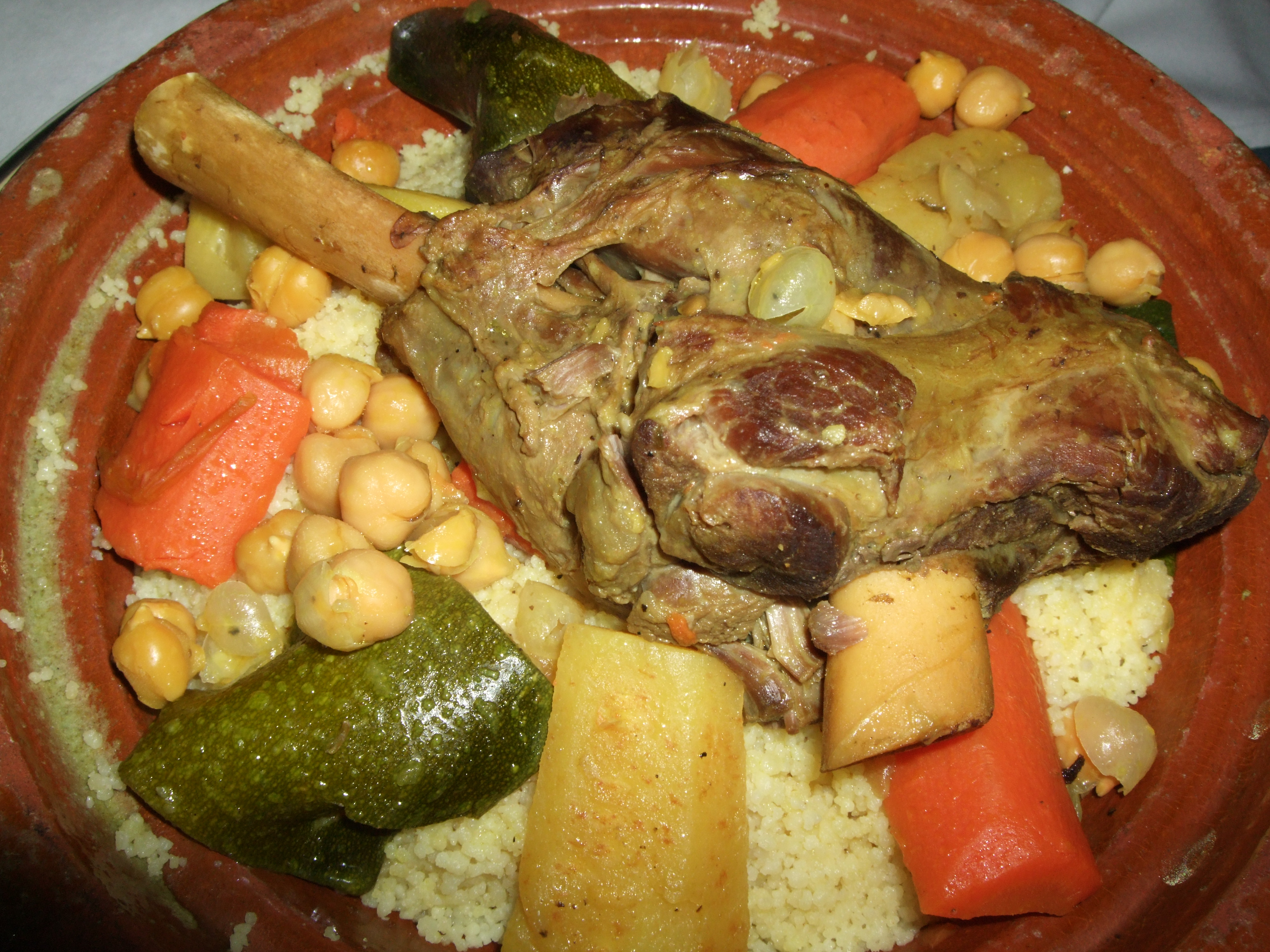
モロッコの羊肉のクスクス。
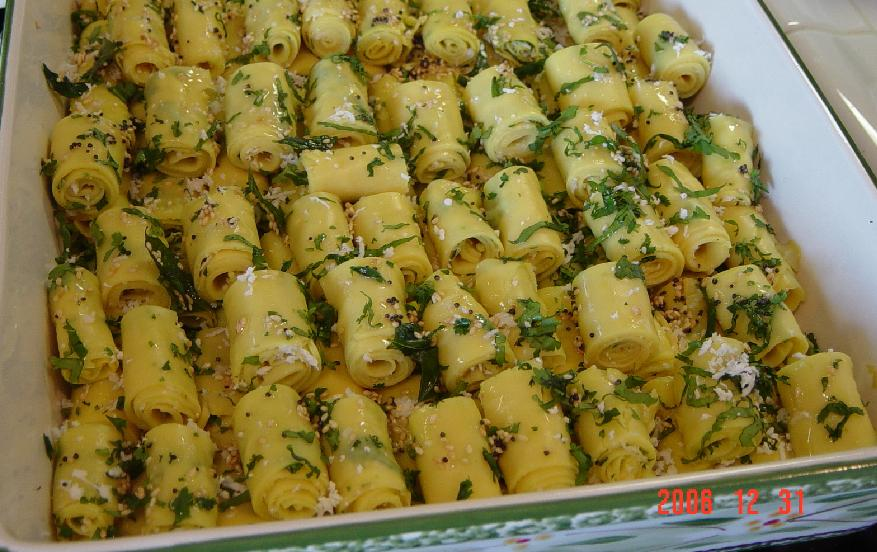
インド西部のベサンの麺料理。
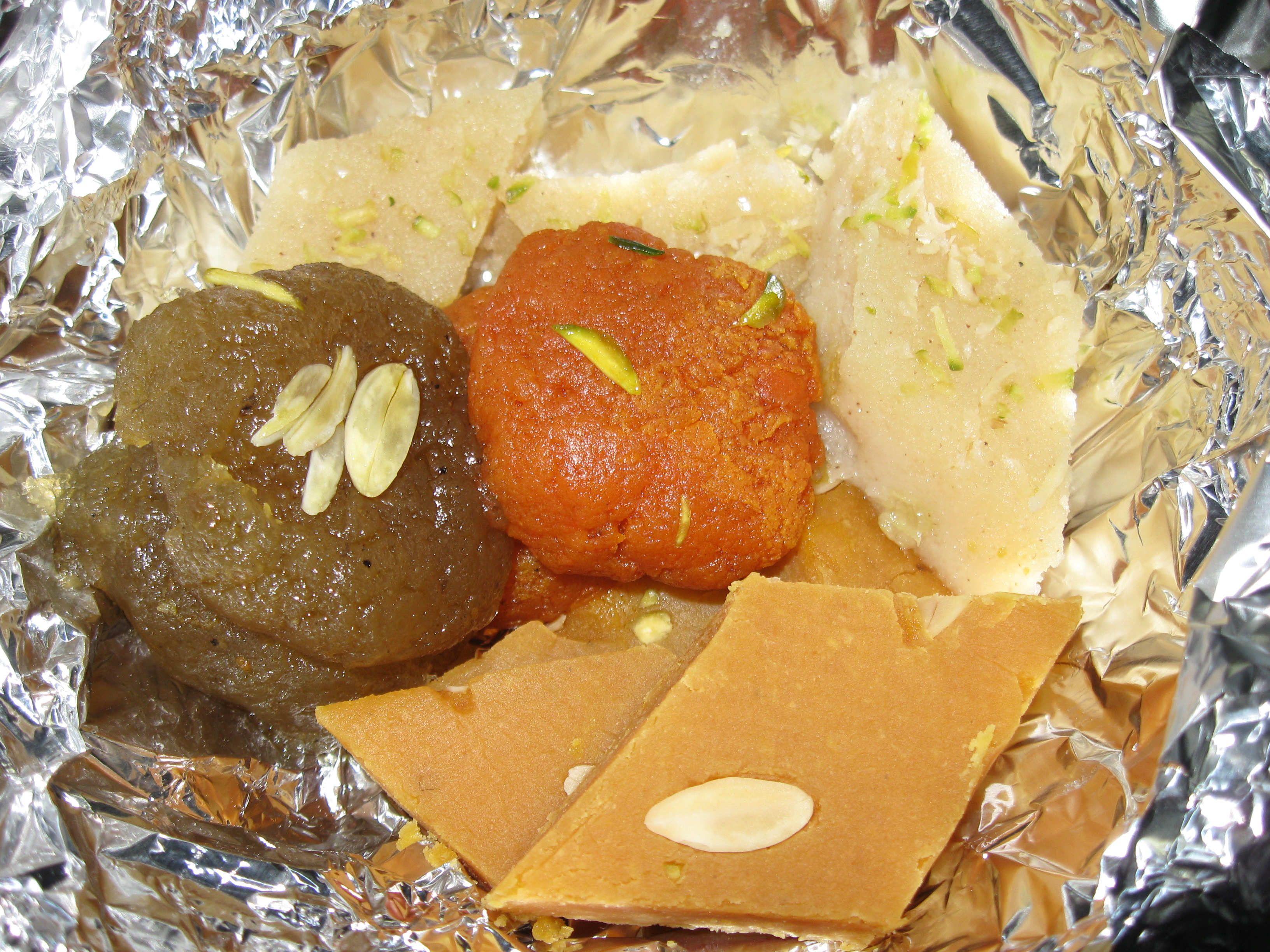
バングラデシュのベサンのハルワ（下）。
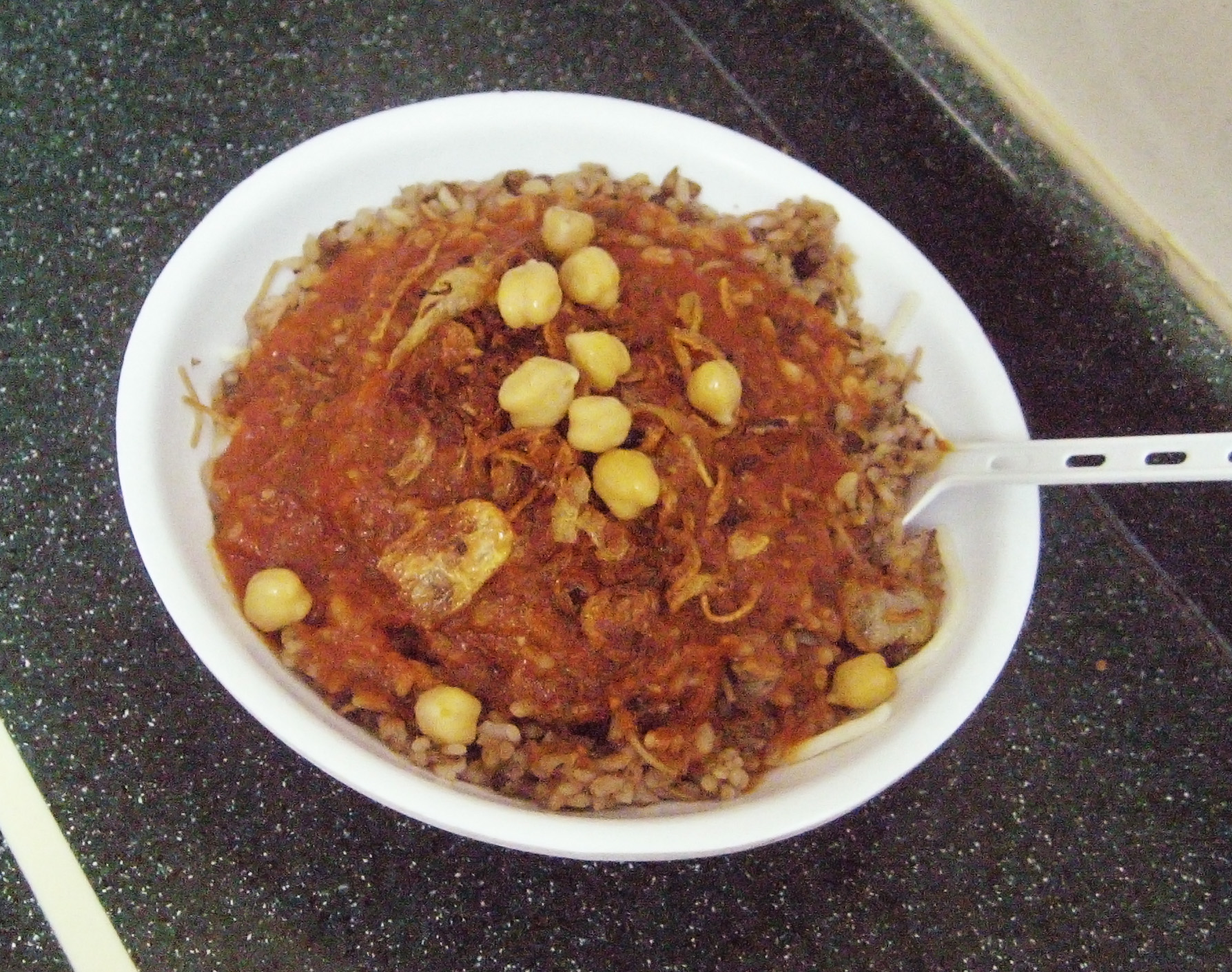
コシャリ。